# Arichanna
Arichanna là một chi bướm đêm thuộc họ Geometridae.

## Các loài
- Arichanna flavomacularia Leech, 1897
- Arichanna gaschkevitchii Motschulsky, 1860
- Arichanna melanaria Linnaeus, 1758
- Arichanna tetrica Butler, 1878